# Jílové minerály

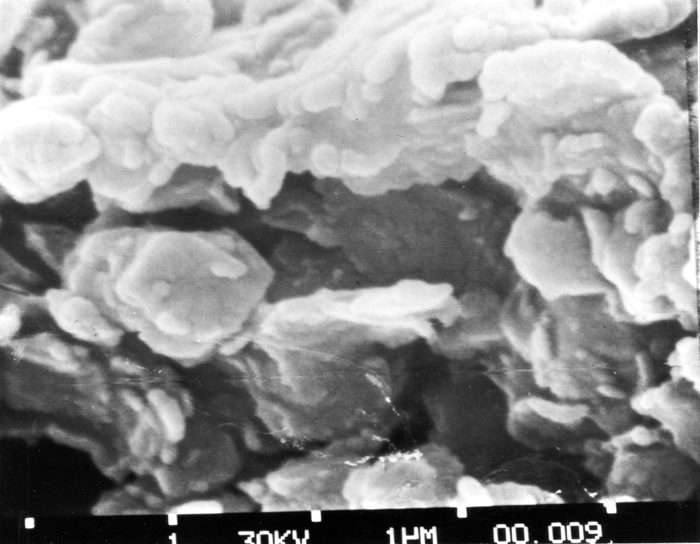
Fotografie smektitu, jednoho z představitelů jílových minerálů v elektronovém mikroskopu. Je vidět šupinkovitý charakter jednotlivých krystalů

Jílové minerály jsou široce definovaná skupina hydratovaných hlinitokřemičitanů s rozvrstvenou strukturou (tzv. fylosilikáty), tvořenou tetraedricky a oktaedricky uspořádanými molekulami s kationty (K, Mg, Na, Fe a jiné). Tvoří mikroskopické (méně než 2 um) šestiúhelníkové plotýnkové částice podobné slídě. Vyskytují se však v jemnozrnných agregátech, po smíchání s vodou s různým stupněm plasticity, což je jedna z jejich nejcharakterističtějších vlastností. Pro některé je typické bobtnání (montmorillonit). Tvoří jednu ze základních složek usazených hornin a půd. Vznikají běžně zvětráváním (například ze živců) nebo nízkoteplotní hydrotermální alterací. Jde o druhotné minerály, vznikající většinou při půdotvorném procesu ze seskvioxidů. Většinou mají krystalickou strukturu, pouze alofány jsou amorfní.
Přesná definice termínu jílový minerál však neexistuje. K přesnému určení jílových minerálů je nutná rentgenová prášková difrakční analýza.

## Stavba

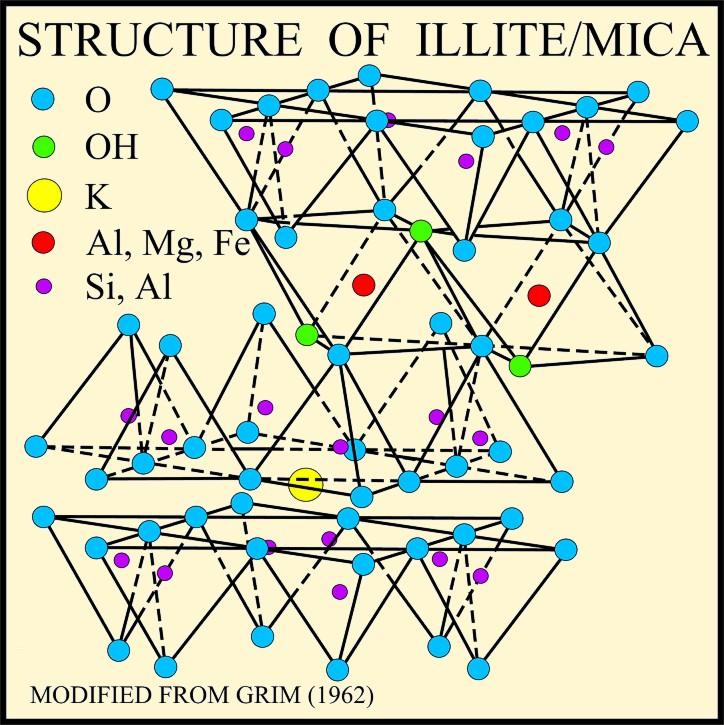
Struktura illitu

Jílové minerály jsou podobně jako fylosilikáty tvořeny vrstvami tetraedrů a oktaedrů. Tetraedry (čtyřstěny) jsou molekuly tvořené křemíkem obklopeným 4 atomy kyslíku (SiO4). Spojením několika tetraedrů, sdílením 3 okrajových kyslíků, mohou vzniknout větší destičky tvořené tetraedry, ve kterých se nesdílené atomy kyslíku nacházejí na stejné straně, zatímco druhou stranu tvoří hexagonální mřížka sdílených atomů kyslíku.
Oktaedrická vrstva je tvořena dvěma vrstvami blízko sebe se nacházejících kyslíků nebo hydroxylových kationtů, mezi nimiž se nachází jeden kation (XO6). Tímto kationtem (X) může být hliník, železo nebo hořčík. Kvůli různému podílu nábojů kationtů (např. Al3+, Fe2+, Fe3+) se rozlišují dioktaedrická (s trojmocnými kationty) a trioktaedrická uspořádání (s bivalentními ionty).
Spojováním vrstev oktaedrů a tetraedrů lze vytvořit různé typy vrstevnatých struktur, což má v přírodě za následek existenci různých typů jílových minerálů. Zajímavostí je, že 1 g smektitu může mít díky komplikované rozvrstvené struktuře jeho minerálů povrch 500 až 850 m², přičemž illit, jehož krystaly jsou větší, má při stejné hmotnosti povrch jen 7 až 30 m².

## Členění
Jílové minerály se dělí na tyto skupiny (za hlavní jílové minerály, tvořící jílovité sedimenty, jsou považovány především první 3 skupiny):
- skupina kaolinitu: kaolinit, dickit, halloysit, nacrit, které vznikají zvětráváním živců
- skupina smektitu: zahrnuje dioktaedrické smektity jako montmorillonit, nontronit a trioktaedrické smektity jako saponit; vznikají alterací mafických hornin bohatých na Ca a Mg
- skupina illitu: illit, fengit, brammalit, seladonit a glaukonit; jsou hydratované slídy, vzniklé rozpadem některých živců a slíd
- supina vermikulitu: tvoří ji pouze samotný vermikulit, velmi podobný smektitu
- skupina chloritu: obsahuje velké množství podobných minerálů, často odlišných pouze svým chemickým složením
- skupina serpentinu
- skupina mastku a pyrofylitu
- skupina sepiolitu a palygorskitu
- smíchaně vrstevnaté jíly
- amorfní: alofán a imogolit

### Dělení podle fyzikálně-chemických vlastností
1. skupina kaolinitu
  - kaolinit
  - kalosyt
  - metahalosyt
2. skupina montmorillonitu
  - montmorillonit
  - nontronit
  - beidelit
3. skupina illitu
  - illit
  - vermikulit
  - glaukonit
  - seladonit
4. skupina alofánu

## Vznik
Jíly vznikají přestavbou struktury jiných minerálů nebo hornin, nejčastěji chemickým zvětráváním nebo hydrotermálně. Zvětráváním živců vzniká kaolinit, zvětráváním slíd illit a zvětráváním vulkanického skla smektit. K nahromadění jílů pak může docházet následnou erozí kůr zvětrávání a přesunu tohoto materiálu do sedimentační pánve.

## Význam
Jílové minerály mají velký hospodářský význam. Tvoří základ půd a mnoha usazených hornin. Jsou použitelné jako účinný indikátor geologických procesů (např. charakter a rychlost zvětrávání, (paleo)klima, PT podmínky diageneze a anchimetamorfózy a další). Používají se při výrobě keramiky a porcelánu, jako absorbenty ropy, plnidla (bílá barva), vrtné výplachy, izolanty a j. Důležité je jejich použití při peletizaci železných rud. Některé lze považovat za nanomateriály (např. smektit).

## Lokality
V Čechách se jíly nacházejí v okolí Žatce, Loun, v chebské a budějovické pánvi. Kvalitní kaolin se v České republice nachází a těží v okolí Kadaně, Podbořan, Karlových Varů, Plzně a Znojma.
Významné ložisko bentonitu v ČR se nachází v lokalitě Rokle u Kadaně.